# Gerardo Vacarezza
Gerardo Vacarezza (* 16. August 1965 in Santiago de Chile) ist ein ehemaliger chilenischer Tennisspieler.

## Leben
Vacarezza konnte im Laufe seiner Karriere zwei Einzeltitel auf der ATP Challenger Tour gewinnen. Seine höchste Notierung in der Tennis-Weltrangliste erreichte er 1988 mit Position 165 im Einzel sowie 1986 mit Position 282 im Doppel, nachdem er an der Seite von Roberto Argüello im Viertelfinale des ATP-Turniers von Buenos Aires gestanden hatte.
Vacarezza spielte zwischen 1986 und 1991 drei Einzel- sowie drei Doppelpartien für die chilenische Davis-Cup-Mannschaft. Er konnte nur eines seiner Einzel gewinnen, im Doppel siegte er in zwei Partien an der Seite von Hans Gildemeister.

## Turniersiege
| Legende                       |
| Grand Slam                    |
| Tennis Masters Cup            |
| ATP Masters Series            |
| ATP International Series Gold |
| ATP International Series      |
| ATP Challenger Series (2)     |

### Einzel
| Nr. | Datum           | Turnier | Belag | Finalgegner          | Ergebnis |
| --- | --------------- | ------- | ----- | -------------------- | -------- |
| 1.  | 11. August 1986 | Knokke  | Sand  | Christer Allgårdh    | 6:3, 6:3 |
| 2.  | 15. August 1988 | Ostende | Sand  | Srinivasan Vasudevan | 6:1, 6:1 |